# 张学恭
张学恭（1898年—1960年3月），华北神学院和泰东神学院院长。
张学恭字仲温，是山东省潍县河西村人，先后就读于广文中学、齐鲁大学；1924年（26岁）毕业于滕县华北神学院，1925年被聘为该院教授。1927年担任潍县文美中学校长。1928年秋被派往美国普林士顿神学院、芝加哥慕迪圣经学院进修；1930年回华北神学院执教。从1934年开始，张学恭以副院长身份接替年迈的赫士院长主持院务，1937年任华北神学院第二任院长（1937-1946年），也是1930年代山东大复兴运动中的知名人物。
1941年12月8日，日军强行进驻滕县华北神学院和华北弘道院，将外籍人员全部押至潍县集中营关押，院长张学恭牧师与日军交涉，两院继续办学。1946年国共内战临近，滕县地处战区，两院的建筑物毁于战火，华北神学院南迁。
1946年4月，张学恭牧师在南京黄泥岗创办泰东神学院，并创办黄泥岗教会。
1949年5月，张学恭牧师又将泰东神学院从南京黄泥岗南迁，经长沙，至冬天迁至桂林龙珠路28号，并附设礼拜堂，供学院师生和附近教徒聚会，是一个独立教会，由张学恭牧师等负责。1951年停止活动。礼拜堂已于1961年拆除。
1960年3月，张学恭牧师死于狱中，享年62岁。
张学恭牧师著有《个人布道法》《约翰福音讲义》《教牧书信讲义》《歌罗西书讲义》《以赛亚书讲义》等。

## 家庭
- 张宝文
- 张宝华牧师